# Museo territoriale dell'alta valle Aulella
Il Museo del Territorio dell'alta valle Aulella ha sede in palazzo Ambrosi, nel centro del borgo di Casola in Lunigiana.
Attualmente il museo è chiuso.

## Collezione
Il museo dell'Alta Valle Aulella raccoglie testimonianze dell'identità culturale delle genti locali e presenta il territorio da diversi punti di vista, seguendo un percorso tematico e cronologico.
Dell'epoca preistorica sono conservati reperti del Paleolitico medio e dell'età dei metalli, rinvenuti nei siti della Tecchia di Equi, della Tana della Volpe e della Grotta delle Felci.
Il percorso prosegue in ordine cronologico: dalle statue stele (presenti in calco), ai castellari, ai resti romani, ai capitelli e alle fonti battesimali medievali di pievi e chiese della zona. 
Una sezione tematica è dedicata alla religiosità popolare che si riflette nell'arte sacra locale: calici, ostensori e paramenti sacri, opere realizzate in loco dalle Confraternite, i lanternoni, le maestà.
Nel museo sono inoltre presenti indicazioni per diversi itinerari didattici in vari siti importanti della zona: la Tecchia di Equi terme, sede dell'Orso speleo e dell'Uomo di Neanderthal, il borgo medievale di Gragnola, Codiponte, Monte dei Bianchi e le pievi di Offiano e San Lorenzo di Minucciano.

## Fonte
- Parte del testo di questa voce proviene da "Museo territoriale dell'Alta Valle Aulella", voce pubblicata in GFDL e CC-BY-SA su Wikispedia.